# Shady Shores
Shady Shores – miasto w Stanach Zjednoczonych, w stanie Teksas, w hrabstwie Denton.